# Герикли
Герикли (на гръцки: Γύρος, Гирос, до 1927 година Γκερικλή, Герикли) е село в Република Гърция, разположено на територията на дем Бук (Паранести), област Източна Македония и Тракия.

## География
Селото е разположено на 360 m надморска височина, на 4 km северно от Горно Шимширли (Ано Пиксари).

## История
В края на XIX век Герикли е село в Драмска кааза на Османската империя. След Междусъюзническата война попада в Гърция.
След Първата световна война населението на Герикли е изгонено в Турция, а в селото са настанени гръцки бежанци. През 1927 година името на селото е сменено на Гирос. Към 1928 година селото е изцяло бежанско с 18 семейства и общо 72 души.
| Година    | 1913 | 1920 | 1928 | 1940 | 1951 | 1961 | 1971 | 1981 | 1991 | 2001 | 2011 | 2021 |
| --------- | ---- | ---- | ---- | ---- | ---- | ---- | ---- | ---- | ---- | ---- | ---- | ---- |
| Население | 75   | 67   | 97   | 115  | 94   | 82   | 43   | 28   | 35   | 18   | 15   | 10   |